# Stazione di Makuhari-Hongō
La Stazione di Makuhari-Hongō (幕張本郷駅?, Makuhari-Hongō-eki) è una stazione ferroviaria situata nel quartiere di Hanamigawa-ku della città di Chiba, nella prefettura omonima, che serve la linea Chūō-Sōbu della JR East e la linea Keisei Chiba delle Ferrovie Keisei.

## Linee
- East Japan Railway Company
  - ■ Linea Chūō-Sōbu
  - Ferrovie Keisei
  - ● Linea Keisei Chiba

## Struttura

### Stazione JR East
La stazione è dotata di una banchina centrale a isola con due binari su viadotto. Sono presenti anche due binari laterali per i treni della linea Sōbu Rapida privi di banchine, in quanto i treni non fermano presso Makuhari-Hongō.
| 1 | ● Linea Keisei Chiba | per Keisei-Tsudanuma, Keisei-Ueno e Aeroporto Narita |
| 2 | ● Linea Keisei Chiba | per Chiba-Chūō e Chiharadai                          |

### Stazione Keisei
La stazione è dotata di una banchina centrale a isola con due binari su viadotto.
| 1 | ■ Linea Chūō-Sōbu | per Nishi-Funabashi, Ichikawa, Akihabara, Shinjuku e Mitaka |
| 2 | ■ Linea Chūō-Sōbu | per Inage e Chiba                                           |

## Stazioni adiacenti
| «                  | Servizio        | »               |
| Linea Chūō-Sōbu    | Linea Chūō-Sōbu | Linea Chūō-Sōbu |
| ------------------ | --------------- | --------------- |
| Tsudanuma          | Locale          | Makuhari        |
| Linea Keisei Chiba |                 |                 |
| Keisei-Tsudanuma   | Locale          | Keisei-Makuhari |